# Epeolus compar
Epeolus compar là một loài Hymenoptera trong họ Apidae. Loài này được Alfken mô tả khoa học năm 1937.